# Centruropsis dorcadionoides
Centruropsis dorcadionoides är en skalbaggsart som först beskrevs av Maurice Pic 1928.  Centruropsis dorcadionoides ingår i släktet Centruropsis och familjen långhorningar. Inga underarter finns listade.